# 垂加神道

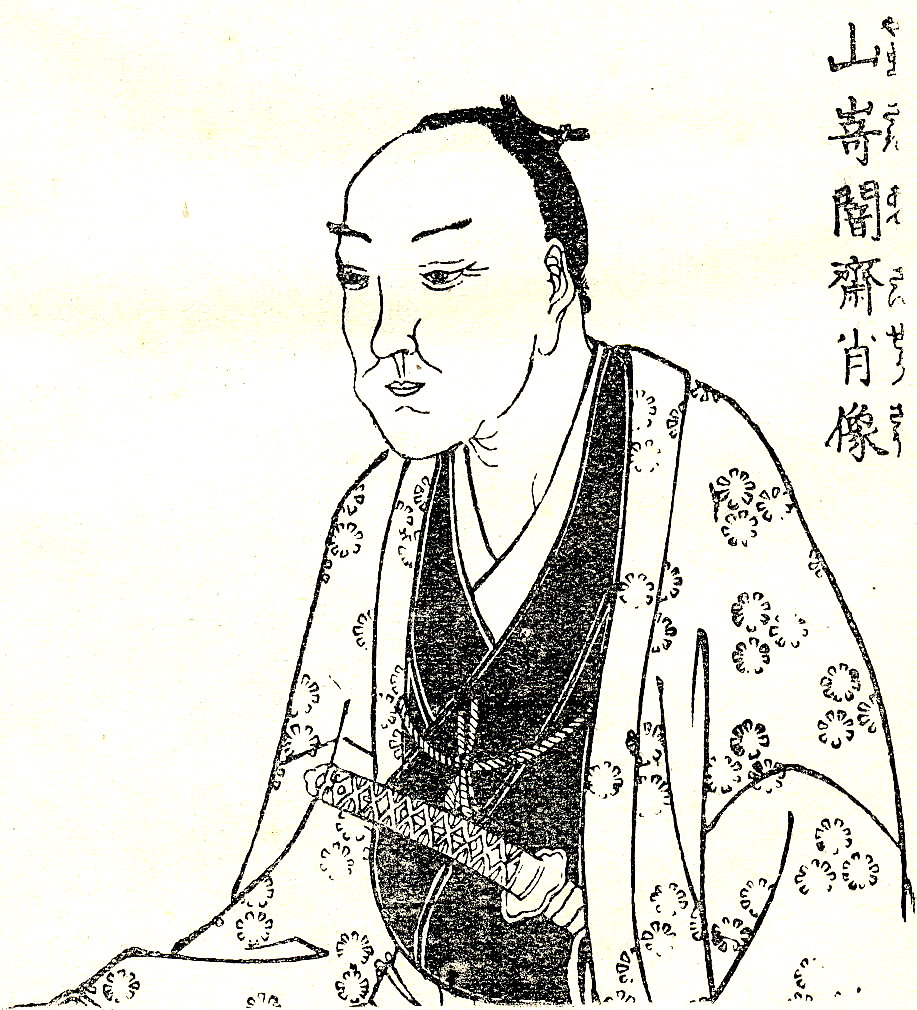
山崎闇斎

垂加神道（すいかしんとう、しでますしんとう）は、江戸時代前期に山崎闇斎が提唱した神道説。吉川神道や伊勢神道と並ぶ儒家神道のひとつとされる。日本書紀の研究にも関係があったとされる。闇斎神学とも。神儒兼学として知られた。中世の山王神道から「皇統護持」の伝統を引き継ぐ。
天皇、朝廷、全国諸社と信奉者も多く、全国的に広まり、武家を中心に江戸期を通し幕末まで大きな思想的影響を与えた。祭政一致の統合的思想として、江戸期を通し、朝廷と幕府に最も大きな思想的影響を与え続けたとも評される。

## 概要
垂加神道は、吉川神道を始めとする神道の諸教説を学んだ山崎闇斎が、吉川神道の流れをさらに発展させ、朱子学、陰陽学、易学をも取り入れた神道の集大成として完成させたもので、道徳性が強い内容となっている。

### 「垂加」の由来
臨済宗の僧侶であった山崎闇斎は、その後儒教を学ぶがあきたらず、度会延佳(出口延佳)及び大中臣精長(河邊精長)から伊勢神道を学び、ついで吉川惟足に師事し、吉川神道の奥義を伝授された。垂加とは、このとき、惟足が闇斎に贈った号である。「倭姫命世記」の「神垂以祈祷為先冥加以正直以本」の語句に由来する。

### 思想
垂加神道では、天照大御神に対する信仰は大御神の子孫である天皇が統治する道であり、それが神道であると定義づけており、天皇への信仰、神儒の合一を主張し、尊王思想の高揚をもたらした。また、人間の「敬」を最も大切な徳分とし、敬を全うすれば天地と合一できる「天人唯一の理」を唱えた。この「敬」の実践行為とは「正直」であるとした。
垂加神道は、天台宗の教理に基づく中世の神仏習合の天台神道、山王神道から「皇統護持」の伝統を引き継いでいる。垂加神道は、天海が山王神道を「将軍家護持」に上書きした山王一実神道と神学的に両立し得ず、久保隆司は、少なくとも17世紀中盤に垂加神道と真正面から対立していたのは山王一実神道だとみなしている。

### 影響
山崎闇斎が保科正之の賓師となったこともあり、垂加神道は全国諸藩に広がり、幕末まで武家を中心に思想的影響が大であった。久保隆司は、「江戸期全体を通して、朝廷と幕府の双方に最も大きな影響を与え続けた神儒兼学／祭政一致の統合的思想であったとの評価も可能であろう」と評している。
垂加神道はその内容から、尊王思想の思想的バックボーンを形成することとなり、水戸学の尊王論や国粋主義思想に大きな影響を与えた。また、この系譜から竹内式部や山県大弐のような熱烈な尊皇家が出た。浅見絧斎も儒教的大義名分論から尊王論を唱えた。やがてそこから日本主義＝国学の隆盛をもたらすこととなった。